# 約翰·巴爾達齊
約翰·巴爾達齊（英語：John Baldacci；1955年1月30日—）是美国的一位政治人物。在2003年至2011年期間，約翰·巴爾達齊擔任第73任緬因州州長職務。他的黨籍是民主黨。在成為緬因州州長之前，巴爾達齊曾經在1995年至2003年擔任聯邦眾議員。